# Elecciones estatales de Chiapas de 1985
Las elecciones estatales de Chiapas de 1985 se realizaron el domingo 7 de julio de 1985, simultáneamente con las elecciones federales, y en ellas fueron renovados los siguientes cargos de elección popular del estado mexicano de Chiapas:
- 112 ayuntamientos. Compuestos por un presidente municipal y sus regidores, electos para un periodo de tres años no reelegibles para el periodo inmediato.
- 15 diputados del Congreso del Estado. Electos para un periodo de tres años para integrar la LVI Legislatura.

## Resultados

### Congreso del Estado de Chiapas
|  | 90.73 % |

|  | 5.48 % |

|  | 1.30 % |

|  | 0.91 % |

|  | 0.76 % |

|  | 0.34 % |

|  | 0.15 % |

|  | 0.00 % |

|  | 99.73 % |

|  | 0.27 % |

### Ayuntamientos
|  | 92.72 % |

|  | 3.46 % |

|  | 1.18 % |

|  | 0.38 % |

|  | 0.30 % |

|  | 0.03 % |

|  | 0.00 % |

|  | 98.12 % |

|  | 1.88 % |